# Robert Fuller
Robert „Bobby” Fuller, właśc. Leonard Leroy Lee Jr. (ur. 29 lipca 1933 w Troy) – amerykański aktor i hodowca koni.
Za rolę porywczego włóczęgi Jessa Harpera w serialu emitowanym w telewizji NBC Laramie (1959–1963) został uhonorowany trzema statuetkami Bravo Otto (1964–1966) dla najlepszej gwiazdy telewizyjnej, przyznawanymi przez niemiecki dwutygodnik dla młodzieży „Bravo”.
16 kwietnia 1975 otrzymał własną gwiazdę w Alei Gwiazd w Los Angeles znajdującą się przy 6608 Hollywood Boulevard.

## Filmografia

### Filmy
- 1952: Wróć, mała Shebo jako statysta
- 1952: Above and Beyond jako maszerujący żołnierz (niewymieniony w czołówce)
- 1953: Mężczyźni wolą blondynki jako chórzysta
- 1953: Aktorka jako tancerz
- 1953: Juliusz Cezar jako obywatel rzymski
- 1956: Tym cięższy ich upadek – niewymieniony w czołówce
- 1956: Człowiek w szarym garniturze jako młody żołnierz z sierżantem (niewymieniony w czołówce)
- 1956: Dziesięcioro przykazań jako statysta
- 1956: Przyjacielska perswazja jako młody żołnierz w Shooting Gallery (niewymieniony w czołówce)
- 1960: Spartakus jako statysta
- 1966: Powrót siedmiu wspaniałych jako Vin
- 1979: Ekspress do Los Angeles (Disaster on the Coastliner, TV) jako Matt Leigh
- 1981: Separate Ways jako Woody
- 1990: Egzorcysta 2½ jako dr Hackett
- 1994: Maverick jako gracz w pokera

### Seriale
- 1982: Statek miłości jako Ralph Kirby
- 1985: Statek miłości jako Phil Haines
- 1988: Napisała: Morderstwo jako Arthur Drelinger
- 1988: Rok w piekle (Tour of Duty) jako Jack Purcell
- 1989: Paradise, znaczy raj jako Sam Clanton
- 1991: Paradise, znaczy raj jako Marshal Blake
- 1993: Alaska Kid jako Oberst Bowie
- 1993: Przygoda na Dzikim Zachodzie jako Kenyon Drummond
- 1995: Legendy Kung Fu jako McBride
- 1995: Renegat jako Sam Crow
- 1996: Viper jako Ethan Cole
- 1997: Strażnik Teksasu jako strażnik Cabe Wallace
- 1997: Diagnoza morderstwo jako Chris Newman
- 1997: Kroniki Seinfelda jako lekarz (głos)
- 2000: Diagnoza morderstwo jako Bob McLane
- 2000, 2001: Strażnik Teksasu jako Wade Harper
- 2001: JAG jako generał Korpusu Piechoty Morskiej